# Eddie Holland
Edward Holland Jr., detto Eddie (Detroit, 30 ottobre 1939), è un cantautore e produttore discografico statunitense.
Membro della Holland-Dozier-Holland, trio all'origine dei successi dell'etichetta discografica Motown e di molti artisti come Martha and the Vandellas, The Supremes, The Four Tops e The Isley Brothers; Holland, insieme a Lamont Dozier, fu attivo come arrangiatore e produttore
Holland ebbe anche una carriera artistica autonoma, pubblicando l'album Eddie Holland (1962, Motown MT604) e alcuni singoli tra la fine degli anni '50 e la prima metà degli anni '60. Nel 2012 è uscito il disco It Moves Me - The Complete Recordings 1958-1964 (Ace CDTOP2 1331).